# Amtsgericht Salzhausen
Das Amtsgericht Salzhausen war ein Gericht der ordentlichen Gerichtsbarkeit in Salzhausen von 1852 bis 1859.

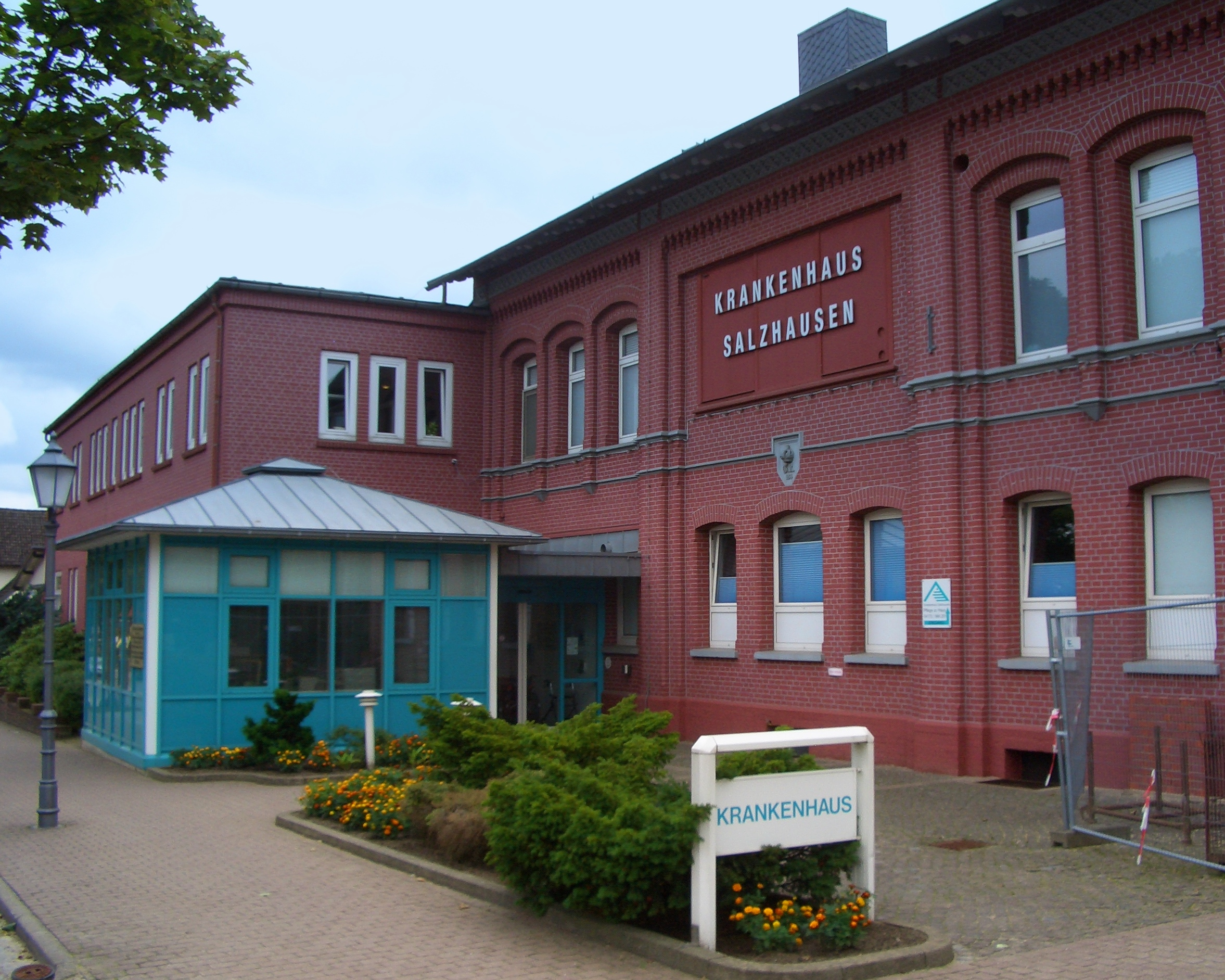
Das ehemalige Amtsgerichtsgebäude, heute als Krankenhaus genutzt

Nach der Revolution von 1848 wurde im Königreich Hannover die Rechtsprechung von der Verwaltung getrennt und die Patrimonialgerichtsbarkeit abgeschafft.
Das Amtsgericht wurde daraufhin mit der Verordnung vom 7. August 1852 die Bildung der Amtsgerichte und unteren Verwaltungsbehörden betreffend als königlich hannoversches Amtsgericht gegründet.
Es umfasste das Amt Salzhausen.
Das Amtsgericht war dem Obergericht Lüneburg untergeordnet. Es wurde 1859 aufgehoben und sein Gerichtsbezirk dem des Amtsgerichtes Winsen (Luhe) zugeordnet.

## Gebäude

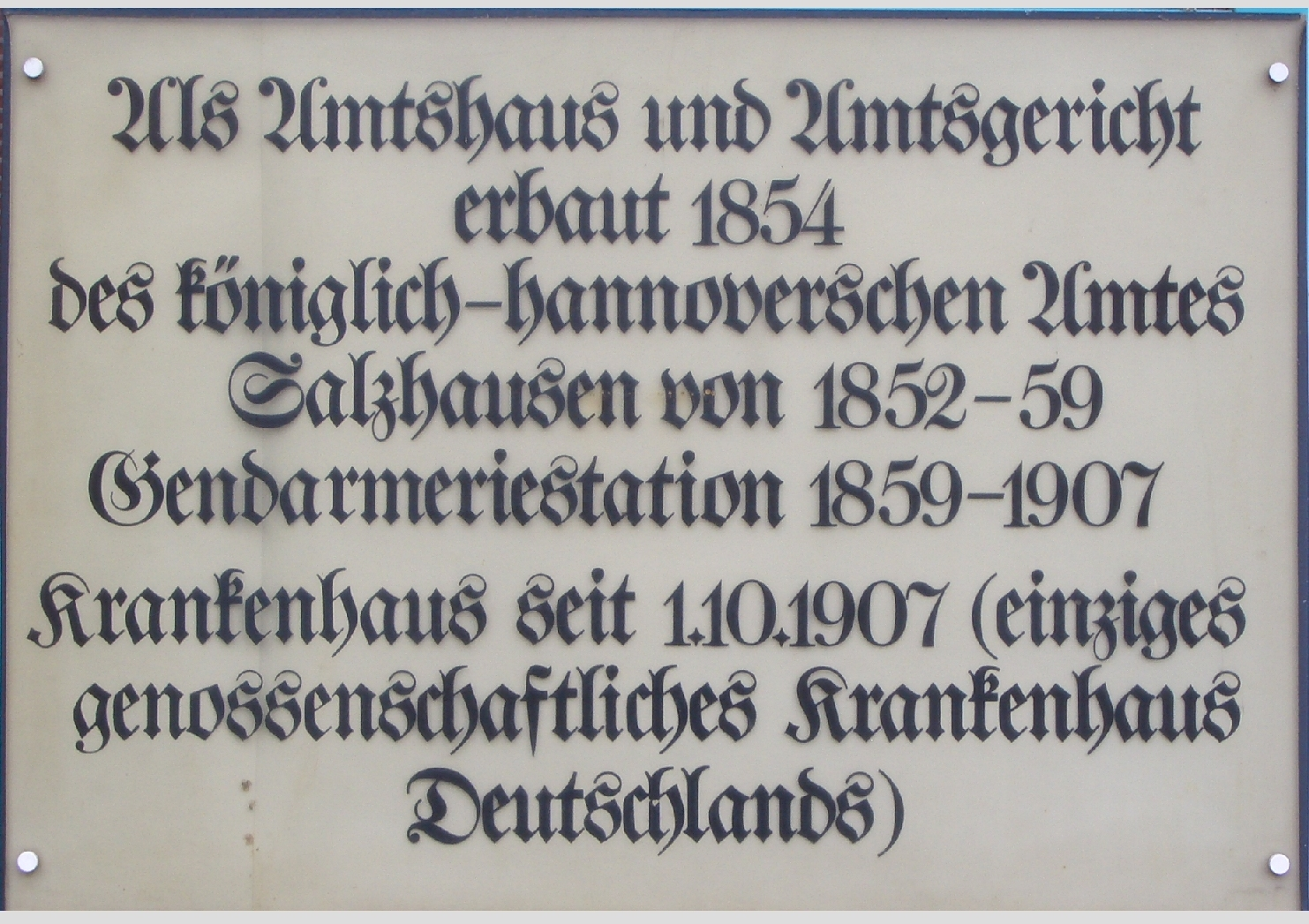
Tafel am Gebäude

Das Gericht war von 1854 bis zur Aufhebung im neu errichteten Gebäude Bahnhofstraße 5 in Salzhausen untergebracht. Von 1859 bis 1907 war es Gendarmeriestation. Seitdem beherbergt es das Krankenhaus Salzhausen.